# Модера
Модера (синг. මෝදර, там. மோதரை) — это пригород Коломбо на Шри-Ланке. Это часть района, известного как Коломбо 15. Здесь расположена военная база Военный лагерь Рок Хаус — штаб-квартира Бронетанкового корпуса Шри-Ланки. Севернее находится Маттакулья, восточнее — Мутвал, южнее — Блоемендхал, с запада же район ограничивается Индийским океаном и бухтой Коломбо.